# ハイ・レコード
ハイ・レコード (Hi Records) は、米国のレコードレーベル。1957年にテネシー州メンフィスに設立され、1960年代から70年代にかけて、アル・グリーン、アン・ピーブルスといったソウル系アーティストを輩出した。
全盛期のレコーディングの多くは、レーベル所属のプロデューサーであったウィリー・ミッチェルのロイヤル・スタジオで行われ、ティーニー・ホッジスらホッジス兄弟を中心としたハイ・リズム・セクションが担当した。ここで生まれたサウンドは、メンフィス・ソウルの歴史に大きな足跡を残している。

## 歴史
元サン・レコード所属のシンガー、レイ・ハリス、レコード・プロデューサーのクイントン・クランチ（後にゴールドワックス・レコードの設立にも関わったことでも知られる）とビル・カントレル、メンフィスでレコード店を経営していたジョー・クオギの4名が1957年にレーベルを設立した。
設立時はカントレルが社長を務めたが間もなくクオギに引き継がれ、彼がレーベルの実権を握った。レーベルが最初にリリースした作品は、カール・マクヴォイの"You Are My Sunshine"であった。
1959年、エルヴィス・プレスリーのベーシストだったビル・ブラックのコンボによる"Smokie, Part 2"をリリース。これがポップ・チャート17位、R&Bチャート1位というヒットを記録し、レーベル初のヒットレコードとなった。
プロデューサーを担当していたクランチが同年、レーベルを離れ、入れ替わる形でウィリー・ミッチェルが新たに迎え入れられた。
1968年にアン・ピーブルス、1969年にはアル・グリーンがハイ入りし、レーベルの最盛期に突入することとなった。1970年にクオギが死去すると、ミッチェルが経営を引き継いだ。ミッチェルの下では、サポート・バンドとしてハイ・リズム・セクションが担当し、ソウル・ファンに馴染み深いハイ・サウンドを築いていったのである。
その後もレーベルはオーティス・クレイ、シル・ジョンスン、O.V.ライトらと契約し、作品のリリースを続けたが、1970年代後半のディスコ・ブームとともに、ハイ・サウンドの人気は下火となっていった。1976年にウィリー・ミッチェルはレーベルをリバティー・レコードの創設者のひとりとして知られるアル・ベネットに売却し、経営から身を引いた。しかしながら、ベネットも1979年にレーベルの経営から撤退し、ハイの活動は事実上終わりを告げた。
1980年代にモータウン・レコードがハイの権利を獲得し、作品の再発が行われている。モータウンの権利消滅後、ベネットの娘のアダラー・ベネット・ショウが権利を獲得した。ショウはEMIと共同で、ライト・スタッフ・レーベルを通じて作品の再発に乗り出した。今日も、ショウの経営下でハイは存続している。

## 主なアーティスト
- アン・ピーブルス
- ドン・ブライアント
- アル・グリーン
- シル・ジョンスン
- オーティス・クレイ
- チャーリー・リッチ
- O.V.ライト
- ビル・ブラックス・コンボ
- エイス・キャノン
- ウィリー・ミッチェル
- クワイエット・エレガンス